# Sandra Reaves-Phillips
Sandra Reaves-Phillips (Mullins (South Carolina), 23 december 1944 –  Queens (New York), 29 december 2023) was een Amerikaanse zangeres, actrice en schrijfster.

## Biografie
Reaves-Phillips werd geboren in Mullins, South Carolina en maakte haar Broadway-debuut als Mama Younger in de musical Raisin uit 1973. Ze trad later op in een groot aantal toneelproducties, waaronder Ma Rainey's Black Bottom, Black and Blue, Blues in the Night, Harmony, American Dreams, Before It Hits Home en The Late Great Ladies of Blues and Jazz. Ze ontving een Joseph Jefferson-nominatie voor Low Down Dirty Blues in 2010. Ze ontving ook twee nominaties voor een Helen Hayes Award en een Drama League Award voor Outstanding Performer voor Rollin' on the T.O.B.A. op Broadway. Reaves-Phillips verscheen ook in een aantal films, waaronder The Happy Hooker (1975), Round Midnight (1986), waarvoor ze de NAACP Image Awards-nominatie ontving voor «Outstanding Actress in a Motion Picture», Lean on Me (1989) en For Love or Money (1993). Op televisie verscheen ze in Homicide: Life on the Street en Law & Order.
Reaves-Phillips overleed op 79-jarige leeftijd op 29 december 2023.
- Biblioteca Nacional de España: XX4934986
- International Standard Name Identifier: 0000 0000 7798 9647
- Library of Congress Control Number: no2001068870
- MusicBrainz: 26e65fc2-6b9f-4435-9cf3-48c76ac0865a
- Nationale Bibliotheek van Israël: 987007347929305171
- Système universitaire de documentation: 132438496
- Virtual International Authority File: 120164876
- WorldCat: E39PBJyxd6qQ973pxG6GmFwBfq